# Acsád
Acsád is een plaats (község) en gemeente in het Hongaarse comitaat Vas. Acsád telt 661 inwoners (2001).